# Kefar Jehoszua (stacja kolejowa)
Stacja kolejowa Kefar Jehoszua (hebr. תחנת הרכבת כפר יהושע) – dawna stacja kolejowa położona przy moszawie Kefar Jehoszua, na północy Izraela. Stacja kolejowa powstała w 1905 roku na linii kolejowej Doliny, która przebiegała środkiem Doliny Jezreel. Ostatnie wykorzystanie stacji miało miejsce w 1951 roku. Obecnie znajduje się w niej muzeum historyczne kolejnictwa w Dolinie Jezreel.

## Historia
W latach 1903–1905 władze tureckie wybudowały w Palestynie linię kolejową, która połączyła miasto portowe Hajfa z linią Kolei Hidżaskiej (łączyła Damaszek z Medyną). Ta nowa linia przebiegała przez Dolinę Jezreel, od której otrzymała nazwę linia kolejowa Doliny. Jej uruchomienie przyniosło pewne ożywienie gospodarcze całej okolicy. Tutejsza stacja kolejowa została wybudowana w 1905 roku, a jej lokalizacja wynikała z odległości od punktu początkowego w Hajfie. Ówczesne kotły parowe wykorzystywane w lokomotywach wymagały uzupełniania wody co 20-25 km. Położone w tej okolicy bagna wykorzystano jako źródło wody. Stacja składała się z siedmiu kamiennych budynków, wieży wodnej, warsztatu naprawczego lokomotyw i składu węgla. Główny dwupiętrowy budynek mieścił biura stacji, a na poddaszu znajdowało się mieszkanie kierownika stacji. Początkowo stacja posiadała nazwę Tel asz-Szamam.
Podczas I wojny światowej linia kolejowa zyskała znaczenie strategiczne i służyła do przerzucania wojsk oraz zaopatrzenia. W wyniku wojny w 1918 roku cała Palestyna przeszła pod panowanie Brytyjczyków, którzy w 1922 roku formalnie utworzyli na tym obszarze Mandat Palestyny. Stworzyło to warunki do rozwoju osadnictwa żydowskiego w Palestynie. W latach 20. XX wieku organizacje syjonistyczne wykupiły znaczne grunty w Dolinie Jezreel, a w 1927 roku przy stacji kolejowej powstał żydowski moszaw Kefar Jehoszua. Zmieniono wtedy nazwę stacji. Brytyjczycy nadal wykorzystywali linię kolejową Doliny, która ułatwiała im komunikację z Emiratem Transjordanii i Brytyjskiego Mandatu Mezopotamii. Gdy w 1935 roku wybudowano ropociąg łączący pola naftowe w Królestwie Iraku z Portem Hajfa, znaczenie linii kolejowej jeszcze bardziej wzrosło. Ułatwiła ona serwisowanie ropociągu oraz utrzymywanie jego bezpieczeństwa, co stało się niezwykle istotne w związku z wybuchem arabskiego powstania w Palestynie (1936–1939). Poszukując skutecznego rozwiązania narastającego konfliktu izraelsko-arabskiego w dniu 29 listopada 1947 roku została przyjęta Rezolucja Zgromadzenia Ogólnego ONZ nr 181. Zakładała ona między innymi, że linia kolejowa Doliny miała znaleźć się w granicach nowo utworzonego państwa żydowskiego. Arabowie odrzucili tę rezolucję i dzień później doprowadzili do wybuchu wojny domowej w Mandacie Palestyny. Na samym jej początku siły Arabskiej Armii Wyzwoleńczej zajęły okoliczne wioski i sparaliżowały żydowską komunikację w regionie. Zniszczenie w marcu 1948 roku mostów na rzece Jordan przerwało działanie linii kolejowej. Podjęte podczas I wojny izraelsko-arabskiej działania zabezpieczyły całą Dolinę Jezreel, umożliwiając przywrócenie eksploatacji części linii kolejowej. Pomimo to, w listopadzie 1951 roku ostatni pociąg wjechał na stację kolejową Kefar Jehoszua.
Towarzystwo Ochrony Izraela zgłosiło zachowane budynki stacji kolejowej Kefar Jehoszua jako dziedzictwo narodowe do UNESCO. W 2005 roku budynki zostały odrestaurowane, a w dniu 6 czerwca 2008 roku odbyła się uroczystość inauguracji Muzeum Kolei Doliny.

## Zbiory muzeum
Muzeum obejmuje cztery budynki dawnej stacji kolejowej. Budynkiem centralnym jest dawny dworzec kolejowy - dwukondygnacyjny budynek o powierzchni 150 m². Na parterze zgromadzono liczne eksponaty historyczne, dokumenty oraz zdjęcia. W specjalnej sali można obejrzeć film o historii linii kolejowej. Natomiast na drugim piętrze urządzono restaurację. Sąsiedni parterowy budynek służył jako mieszkanie pracowników (3 pokoje o powierzchni 65 m²). Urządzono w nim archiwum kolei.

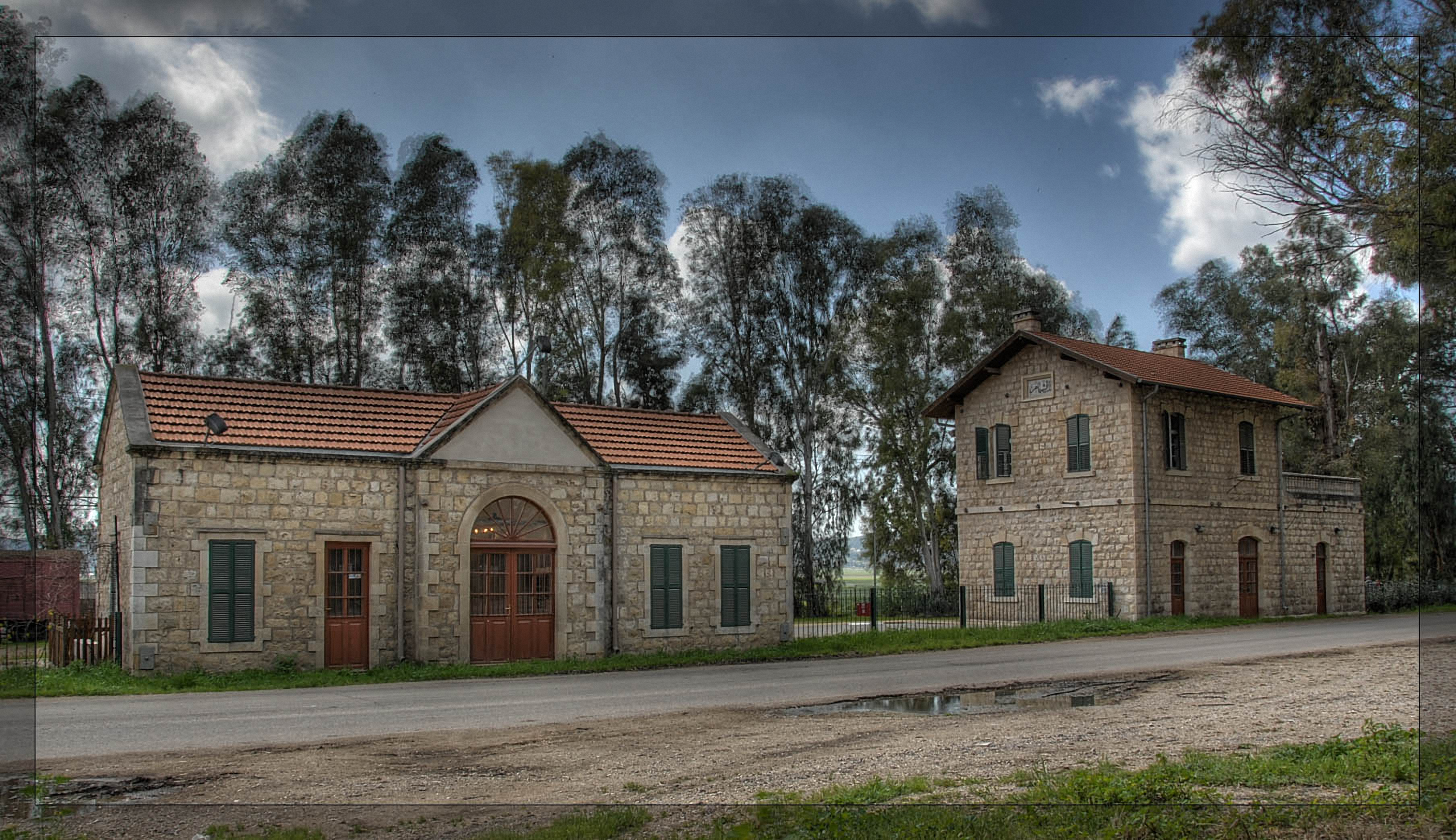
Stacja kolejowa Kefar Jehoszua